# 葛藟葡萄
葛藟葡萄（学名：Vitis flexuosa）是葡萄科葡萄属的植物。分布于中国大陆的广东、山东、四川、湖北、湖南、甘肃、河南、陕西、贵州、广西、江苏、江西、福建、云南、安徽、浙江等地，生长于海拔100米至2,300米的地区，多生在山坡、沟谷田边、灌丛中、草地或林中，目前尚未由人工引种栽培。

## 别名
葛藟（诗经） 千岁藟（植物名实图考） 芜（名医别录） 光叶葡萄（台湾植物志） 野葡萄（河南）

## 异名
- Vitis flexuosa Thunb. f. parvifolia (Roxb.) Planch.
- Vitis flexuosa Thunb. var. malayana Planch.
- Vitis flexuosa Thunb. var. parvifolia (Roxb.) Gagnep.
- Vitis flexuosa Thunb. var. pubescens C. L. Li

## 延伸阅读
[在维基数据编辑]
 《欽定古今圖書集成·博物彙編·草木典·千歲蘽部》，出自陈梦雷《古今圖書集成》
 《植物名實圖考·千歲藟》，出自吳其濬《植物名實圖考》

## 外部連結
- 葛藟葡萄, Geleiputao （页面存档备份，存于） 藥用植物圖像數據庫 (香港浸會大學中醫藥學院) （繁體中文）（英文）